# Ducado de Franco
El ducado de Franco fue un título nobiliario español con grandeza de España originaria creado el 26 de noviembre de 1975 por el rey Juan Carlos I de España y otorgado a María del Carmen Franco y Polo, por entonces marquesa consorte de Villaverde, «en atención a las excepcionales circunstancias y merecimientos que en ella concurren».
El ducado fue suprimido el 21 de octubre de 2022 tras la entrada en vigor de la Ley de Memoria Democrática.

## Historia
Tras el fallecimiento de su primera titular el 29 de diciembre del 2017 se abrió un período para que sus herederos reclamasen el título. Cualquiera de los descendientes de la primera duquesa podían solicitar el título, aunque por primogenitura tenía preeminencia en la sucesión Carmen Martínez-Bordiú o sus hijos; Francisco, quien hasta 2006 era el heredero natural del ducado, manifestó interés en heredarlo y, entre 2013 y 2014, hizo un acuerdo legal con su hermana sobre la cesión del marquesado de Villaverde a cambio del ducado de Franco; sin embargo, los propios hijos de Carmen (o inclusive su hermana María de la O, segunda descendiente de la primera titular, y su prole) tenían un plazo de hasta 30 años en los que podrían solicitar la sucesión y despojar consiguientemente del ducado de Franco a Francisco, sin posibilidad de este recuperar el marquesado cedido.
En última instancia, Carmen Martínez-Bordiú solicitó la sucesión, que se hizo efectiva en julio de 2018. En 2018, el presidente del Gobierno Pedro Sánchez anunció que estudiaría retirar el ducado. Cuatro años después, el 21 de octubre de 2022, entró en vigor la Ley de Memoria Democrática que suprimió, entre otros 33, este título.

## Duquesas de Franco
|                            | Titular                                   | Periodo                    |
| Creación por Juan Carlos I | Creación por Juan Carlos I                | Creación por Juan Carlos I |
| -------------------------- | ----------------------------------------- | -------------------------- |
| i                          | María del Carmen Franco y Polo            | 1975-2017                  |
| ii                         | María del Carmen Martínez-Bordiú y Franco | 2018-2022                  |

## Historia de las duquesas de Franco

Estandarte de la Casa de Franco desde 1975.

El ducado tuvo dos únicas titulares entre 1975 y 2022:
- María del Carmen Franco y Polo, i duquesa de Franco, grande de España. Hija de Francisco Franco Bahamonde y de su esposa María del Carmen Polo y Martínez-Valdés, i señora de Meirás.

1. Casó con Cristóbal Martínez-Bordiú y Ortega, x marqués de Villaverde. Hijo de José María Martínez y Ortega y de su esposa María de la O Esperanza Bordiú y Bascarán, ix marquesa de Villaverde, xiv condesa de Morata de Jalón, vii condesa de Argillo, xvi baronesa de Gotor, xvi baronesa de Illueca.

Le sucedió su hija en virtud a la ley de 2006 de igualdad en la sucesión de títulos nobiliarios:
- María del Carmen Martínez-Bordiú y Franco, ii duquesa de Franco, grande de España.

1. Casó con Alfonso de Borbón y Dampierre, duque de Cádiz y pretendiente legitimista al trono de Francia. Hijo de Jaime de Borbón y Battenberg, infante de España y duque de Segovia, y de Emanuela de Dampierre y Ruspoli, hija del duque -pontificio- de San Lorenzo Nuovo, noble de Viterbo, y de la princesa Vittoria Ruspoli de Poggio Suasa. Se divorciaron y tuvieron dos hijos.
2. Casó con Jean-Marie Rossi. Divorciados y con una hija.
3. Casó con José Campos García. Divorciados y sin descendencia.

## Árbol genealógico del ducado de Franco
| Duquesas de Franco      |
| ----------------------- |
| Titulares Pretendientes |

|  |  |  |  |  |  | María del Carmen Franco y Polo i duquesa de Franco, marquesa consorte de Villaverde (1926–2017)                  | María del Carmen Franco y Polo i duquesa de Franco, marquesa consorte de Villaverde (1926–2017)     | María del Carmen Franco y Polo i duquesa de Franco, marquesa consorte de Villaverde (1926–2017)     | María del Carmen Franco y Polo i duquesa de Franco, marquesa consorte de Villaverde (1926–2017)     | María del Carmen Franco y Polo i duquesa de Franco, marquesa consorte de Villaverde (1926–2017)     | María del Carmen Franco y Polo i duquesa de Franco, marquesa consorte de Villaverde (1926–2017)     |  |  |  |  | | | Cristóbal Martínez-Bordiú y Ortega x marqués de Villaverde (1922–1998)                                                                  | Cristóbal Martínez-Bordiú y Ortega x marqués de Villaverde (1922–1998)                                                                  | Cristóbal Martínez-Bordiú y Ortega x marqués de Villaverde (1922–1998)                                                                  | Cristóbal Martínez-Bordiú y Ortega x marqués de Villaverde (1922–1998)                                                                  | Cristóbal Martínez-Bordiú y Ortega x marqués de Villaverde (1922–1998) | Cristóbal Martínez-Bordiú y Ortega x marqués de Villaverde (1922–1998) |  |  |  |  |  |  |  |  |  |  |
|  |  |  |  |  |  | María del Carmen Franco y Polo i duquesa de Franco, marquesa consorte de Villaverde (1926–2017)                  | María del Carmen Franco y Polo i duquesa de Franco, marquesa consorte de Villaverde (1926–2017)     | María del Carmen Franco y Polo i duquesa de Franco, marquesa consorte de Villaverde (1926–2017)     | María del Carmen Franco y Polo i duquesa de Franco, marquesa consorte de Villaverde (1926–2017)     | María del Carmen Franco y Polo i duquesa de Franco, marquesa consorte de Villaverde (1926–2017)     | María del Carmen Franco y Polo i duquesa de Franco, marquesa consorte de Villaverde (1926–2017)     |  |  |  |  | | | Cristóbal Martínez-Bordiú y Ortega x marqués de Villaverde (1922–1998)                                                                  | Cristóbal Martínez-Bordiú y Ortega x marqués de Villaverde (1922–1998)                                                                  | Cristóbal Martínez-Bordiú y Ortega x marqués de Villaverde (1922–1998)                                                                  | Cristóbal Martínez-Bordiú y Ortega x marqués de Villaverde (1922–1998)                                                                  | Cristóbal Martínez-Bordiú y Ortega x marqués de Villaverde (1922–1998) | Cristóbal Martínez-Bordiú y Ortega x marqués de Villaverde (1922–1998) |  |  |  |  |  |  |  |  |  |  |
|  |  |  |  |  |  | | | | | | |  |  |  |  | | | | | | |                                                                        |                                                                        |  |  |  |  |  |  |  |  |  |  |
|  |  |  |  |  |  | | | | | | |  |  |  |  | | | | | | |                                                                        |                                                                        |  |  |  |  |  |  |  |  |  |  |
|  |  |  |  |  |  | María del Carmen Martínez-Bordiú y Franco ii duquesa de Franco, duquesa consorte de Cádiz (n. 1951)              | María del Carmen Martínez-Bordiú y Franco ii duquesa de Franco, duquesa consorte de Cádiz (n. 1951) | María del Carmen Martínez-Bordiú y Franco ii duquesa de Franco, duquesa consorte de Cádiz (n. 1951) | María del Carmen Martínez-Bordiú y Franco ii duquesa de Franco, duquesa consorte de Cádiz (n. 1951) | María del Carmen Martínez-Bordiú y Franco ii duquesa de Franco, duquesa consorte de Cádiz (n. 1951) | María del Carmen Martínez-Bordiú y Franco ii duquesa de Franco, duquesa consorte de Cádiz (n. 1951) |  |  |  |  | Francisco Franco y Martínez-Bordiú ii señor de Meirás, xi marqués de Villaverde (n. 1954) (Con sucesión en los marqueses de Villaverde) | Francisco Franco y Martínez-Bordiú ii señor de Meirás, xi marqués de Villaverde (n. 1954) (Con sucesión en los marqueses de Villaverde) | Francisco Franco y Martínez-Bordiú ii señor de Meirás, xi marqués de Villaverde (n. 1954) (Con sucesión en los marqueses de Villaverde) | Francisco Franco y Martínez-Bordiú ii señor de Meirás, xi marqués de Villaverde (n. 1954) (Con sucesión en los marqueses de Villaverde) | Francisco Franco y Martínez-Bordiú ii señor de Meirás, xi marqués de Villaverde (n. 1954) (Con sucesión en los marqueses de Villaverde) | Francisco Franco y Martínez-Bordiú ii señor de Meirás, xi marqués de Villaverde (n. 1954) (Con sucesión en los marqueses de Villaverde) |                                                                        |                                                                        |  |  |  |  |  |  |  |  |  |  |
|  |  |  |  |  |  | María del Carmen Martínez-Bordiú y Franco ii duquesa de Franco, duquesa consorte de Cádiz (n. 1951)              | María del Carmen Martínez-Bordiú y Franco ii duquesa de Franco, duquesa consorte de Cádiz (n. 1951) | María del Carmen Martínez-Bordiú y Franco ii duquesa de Franco, duquesa consorte de Cádiz (n. 1951) | María del Carmen Martínez-Bordiú y Franco ii duquesa de Franco, duquesa consorte de Cádiz (n. 1951) | María del Carmen Martínez-Bordiú y Franco ii duquesa de Franco, duquesa consorte de Cádiz (n. 1951) | María del Carmen Martínez-Bordiú y Franco ii duquesa de Franco, duquesa consorte de Cádiz (n. 1951) |  |  |  |  | Francisco Franco y Martínez-Bordiú ii señor de Meirás, xi marqués de Villaverde (n. 1954) (Con sucesión en los marqueses de Villaverde) | Francisco Franco y Martínez-Bordiú ii señor de Meirás, xi marqués de Villaverde (n. 1954) (Con sucesión en los marqueses de Villaverde) | Francisco Franco y Martínez-Bordiú ii señor de Meirás, xi marqués de Villaverde (n. 1954) (Con sucesión en los marqueses de Villaverde) | Francisco Franco y Martínez-Bordiú ii señor de Meirás, xi marqués de Villaverde (n. 1954) (Con sucesión en los marqueses de Villaverde) | Francisco Franco y Martínez-Bordiú ii señor de Meirás, xi marqués de Villaverde (n. 1954) (Con sucesión en los marqueses de Villaverde) | Francisco Franco y Martínez-Bordiú ii señor de Meirás, xi marqués de Villaverde (n. 1954) (Con sucesión en los marqueses de Villaverde) |                                                                        |                                                                        |  |  |  |  |  |  |  |  |  |  |
|  |  |  |  |  |  | Luis Alfonso de Borbón y Martínez-Bordiú duque de Anjou y pretendiente legitimista al trono de Francia (n. 1974) | | | | | |  |  |  |  | | | | | | |                                                                        |                                                                        |  |  |  |  |  |  |  |  |  |  |
|  |  |  |  |  |  | | | | | | |  |  |  |  | | | | | | |                                                                        |                                                                        |  |  |  |  |  |  |  |  |  |  |
|  |  |  |  |  |  | Eugenia de Jesús de Borbón y Vargas-Santaella Hija de Francia (n. 2007)                                          | | | | | |  |  |  |  | | | | | | |                                                                        |                                                                        |  |  |  |  |  |  |  |  |  |  |

## Armas

Armas personales de Francisco Franco.

La primera duquesa utilizó como escudo de armas el personal que había sido de su padre Francisco Franco, de merced nueva de los de Andrade: en campo de púrpura, una banda, de oro, engolada en dragantes, del mismo metal, y acompañada de dos columnas, la de abajo surmontada de una corona imperial y la leyenda «Plus», y la de arriba de la corona nacional y la leyenda «Ultra». El escudo colocado sobre la Cruz Laureada de San Fernando.